# سليم حاييم
سليم حاييم (1919-1983) طبيب متخصص في الأمراض الجلدية. في عام 1965 وصف لأول مرة حالة من متلازمة هايم-مونك.

## أنظر أيضا
- متلازمة هايم مونك